# Philipp von Colloredo-Mels

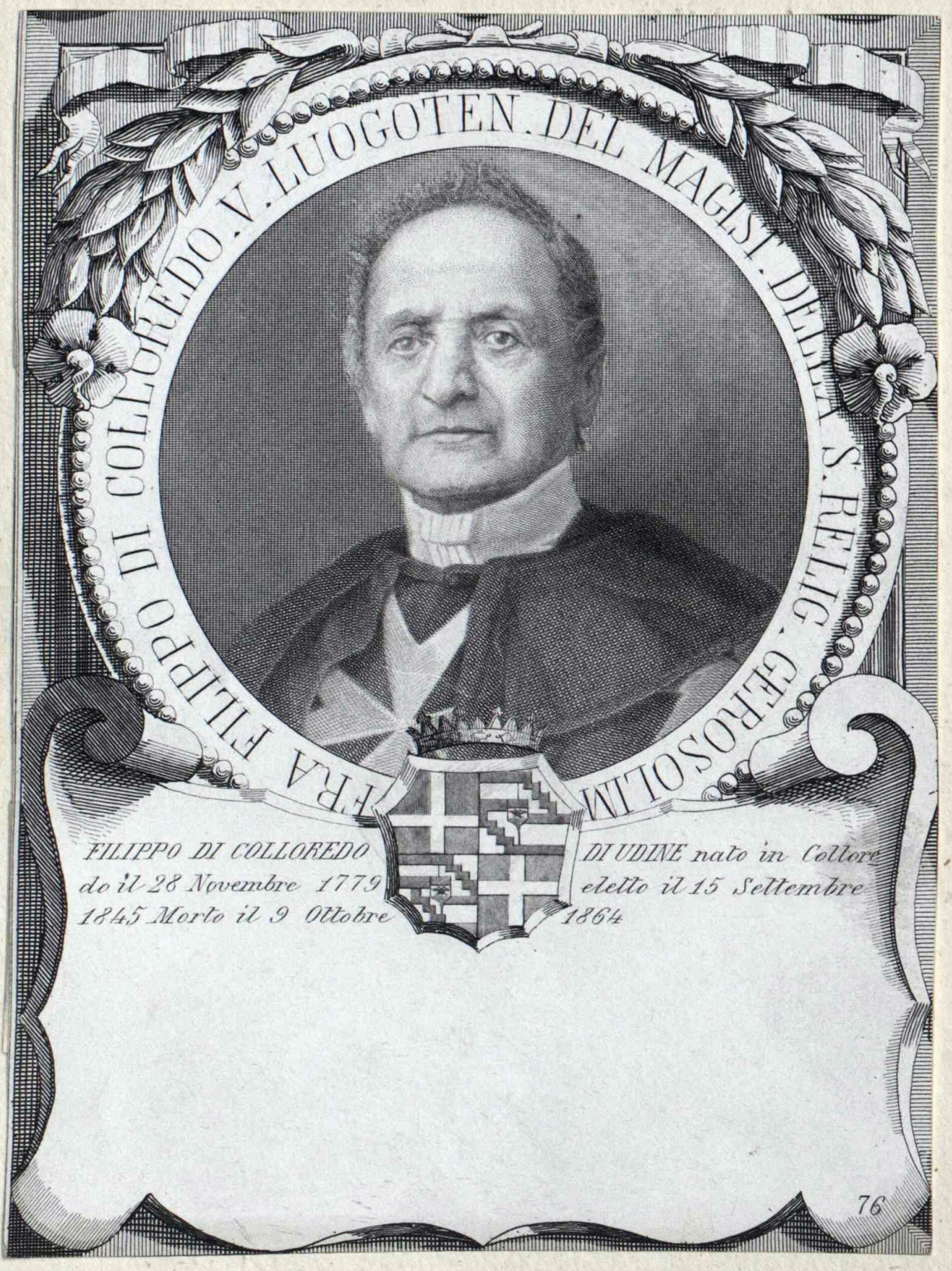
Philipp von Colloredo-Mels

Fra’ Philipp von Colloredo-Mels, auch Filippo di Colloredo-Mels (* 29. November 1779 in Udine, Republik Venedig; † 9. Oktober 1864 in Recanati, Königreich Italien) war ein italienischer Adliger und Ritter des 1. Standes des Souveränen Malteserordens. Er wirkte 1845–1864 als Ordensoberhaupt (Statthalter des Großmeisters). 

## Biografie
Philipp von Colloredo-Mels entstammte dem aus dem Friaul kommenden Adelsgeschlecht Colloredo-Waldsee-Mels und war der Sohn von Hieronymus von Colloredo-Mels, Marchese di Santa Sofia e Recenati († 1811) sowie dessen Gattin Maria Antonia von Colloredo-Waldsee-Mels. 
Er wurde bereits im Alter von einem Jahr in den Malteserorden aufgenommen, legte 1840 die ewigen Gelübde ab und wurde somit Professritter und Mönch im Sinne des Kirchenrechtes.
Später war Philipp von Colloredo Profess-Ehren- sowie Devotions-Großkreuz-Bailli. Er führte den Orden von 1845 bis zu seinem Tod als Statthalter (Leutnant) an Stelle eines Großmeisters; Hauptsitz war bereits seit 1834 Rom. Colloredo-Mels erwarb sich große Verdienste um die Konsolidierung des Malteserordens und begann ihn auch wieder auf internationaler Ebene zu etablieren. Außerdem ließ er das Verfahren zur Wahl der künftigen Großmeister neu regeln.
Der Statthalter starb 1864 in seiner Heimat Recanati, wo er sich meist den Sommer über aufhielt. Alessandro Borgia (1783–1872) wurde zu seinem Nachfolger gewählt.